# Dosbouw

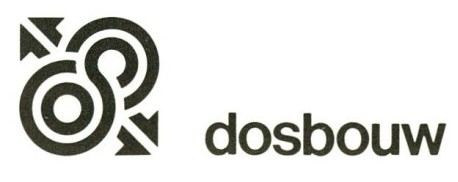

De Oosterschelde Stormvloedkering Bouwcombinatie VOF (DOSbouw) was een tijdelijke  aannemerscombinatie, gevormd voor de bouw van de stormvloedkering in de Oosterschelde.
Oorspronkelijk was het werk voor het sluiten van de Oosterschelde (met een dam) gegund aan de Combinatie Dijksbouw Oosterschelde (DOS); dit was feitelijk dezelfde combinatie die ook het Veerse Gat en de Brouwersdam had aangelegd. Toen besloten werd om in de Oosterschelde geen dam aan te leggen, maar een stormvloedkering te bouwen werd dit werk dermate uitgebreid dat ook een bredere combinatie van aannemers nodig was. Omdat de bouw van de stormvloedkering een enorm groot en ingewikkeld project was, werd het niet aan één aannemer overgelaten. Ook kon niemand beloven dat de dam voor een vastgestelde prijs én op tijd klaar zou zijn. Rijkswaterstaat sloot in 1977 het contract met De Oosterschelde Stormvloedkering Bouwcombinatie VOF (DOSbouw).

## Samenstelling van DOSbouw
Deze combinatie bestond uit een elftal aannemers:
- Ballast-Nedam Groep NV
- Bos Kalis Westminster Group NV
- Baggermaatschappij Breejenhout BV
- Hollandse Aanneming Maatschappij BV
- Hollandse Beton Maatschappij BV
- Van Oord-Utrecht BV
- Stevin Baggeren BV
- Stevin Beton en Waterbouw BV
- Adriaan Volker Baggermaatschappij BV
- Adriaan Volker Beton en Waterbouw BV
- Aannemerscombinatie Zinkwerken BV (ACZ)

DOSbouw was gevestigd aan het Havenplateau in Burghsluis en werd na de voltooiing van de kering op 30 oktober 1986 opgeheven. De inkoop van bouwmateriaal bleef buiten het contract en werd direct door Rijkswaterstaat met leveranciers uit binnen- en buitenland geregeld.